# تشارلي كوك (لاعب هوكي الجليد)
تشارلي كوك (بالإنجليزية: Charlie Cook)‏ (و. 1982  م) هو لاعب هوكي الجليد أمريكي، ولد في بورت هورون، مركز لعبه هو مدافع ‏.

## روابط خارجية
- تشارلي كوك على موقع EliteProspects.com (الإنجليزية)
- تشارلي كوك على موقع Eurohockey.com (الإنجليزية)
- تشارلي كوك على موقع HockeyDB.com (الإنجليزية)